# Liste des plages de Tunisie
Cet article donne la liste des plages de Tunisie regroupées par gouvernorat, du nord-ouest au sud-est du pays.

## Gouvernorat de Jendouba
| Nom           | Sol et environnement | Longueur × largeur (m) | Coordonnées                 | Image |
| ------------- | -------------------- | ---------------------- | --------------------------- | ----- |
| Chat El Bajia | Sable, urbain        |                        | 36° 57′ 28″ N, 8° 45′ 25″ E |       |
| Tabarka       | Sable, urbain        |                        | 36° 57′ 07″ N, 8° 46′ 25″ E |       |
| Berkoukech    | Sable, naturel       |                        | 36° 58′ 28″ N, 8° 50′ 03″ E |       |

## Gouvernorat de Béja
| Nom       | Sol et environnement | Longueur × largeur (m) | Coordonnées                 | Image |
| --------- | -------------------- | ---------------------- | --------------------------- | ----- |
| Zouara    | Sable, naturel       |                        | 37° 01′ 41″ N, 8° 54′ 39″ E |       |
| Cap Negro | Rochers, semi-urbain |                        | 37° 06′ 11″ N, 8° 59′ 02″ E |       |

## Gouvernorat de Bizerte
| Nom                   | Sol et environnement | Longueur × largeur (m) | Coordonnées                  | Image |
| --------------------- | -------------------- | ---------------------- | ---------------------------- | ----- |
| Sidi Mechreg          | Sable, naturel       |                        | 37° 09′ 45″ N, 9° 07′ 20″ E  |       |
| Cap Serrat            | Sable, naturel       |                        | 37° 12′ 59″ N, 9° 14′ 10″ E  |       |
| Louka                 | Sable, naturel       |                        | 37° 14′ 37″ N, 9° 21′ 50″ E  |       |
| Kef Abed              | Sable, naturel       |                        | 37° 16′ 11″ N, 9° 28′ 46″ E  |       |
| El Houichette         | Sable, naturel       |                        | 37° 17′ 39″ N, 9° 34′ 42″ E  |       |
| Dar El Janna          | Sable, naturel       |                        | 37° 17′ 52″ N, 9° 35′ 34″ E  |       |
| Ras El Kroun          | Rochers, naturel     |                        | 37° 20′ 10″ N, 9° 40′ 26″ E  |       |
| Cap Hmem              | Rochers, naturel     |                        | 37° 20′ 12″ N, 9° 41′ 14″ E  |       |
| Aïn Zallazia          | Sable, naturel       |                        | 37° 20′ 04″ N, 9° 42′ 17″ E  |       |
| Cap Angela            | Sable, naturel       |                        | 37° 20′ 02″ N, 9° 45′ 48″ E  |       |
| Aïn Damous            | Sable, naturel       |                        | 37° 19′ 45″ N, 9° 48′ 33″ E  |       |
| La Grotte             | Rochers, naturel     |                        | 37° 20′ 02″ N, 9° 50′ 57″ E  |       |
| Sidi Salem            | Sable, urbain        |                        | 37° 16′ 57″ N, 9° 52′ 48″ E  |       |
| Rimel                 | Sable, semi-urbain   |                        | 37° 15′ 20″ N, 9° 55′ 00″ E  |       |
| Cap Zebib             | Rochers, naturel     |                        | 37° 15′ 53″ N, 10° 03′ 22″ E |       |
| Mami                  | Sable, naturel       |                        | 37° 14′ 18″ N, 10° 05′ 55″ E |       |
| Ras Jebel             | Sable, semi-urbain   |                        | 37° 13′ 53″ N, 10° 08′ 13″ E |       |
| Aïn Charchara         | Sable, semi-urbain   |                        | 37° 13′ 42″ N, 10° 08′ 49″ E |       |
| Sounine               | Sable, urbain        |                        | 37° 12′ 20″ N, 10° 11′ 31″ E |       |
| Raf Raf               | Sable, urbain        |                        | 37° 11′ 03″ N, 10° 13′ 22″ E |       |
| Cap Sidi Ali El Mekki | Sable, urbain        |                        | 37° 10′ 14″ N, 10° 15′ 12″ E |       |

## Gouvernorat de l'Ariana
| Nom                | Sol et environnement | Longueur × largeur (m) | Coordonnées                  | Image |
| ------------------ | -------------------- | ---------------------- | ---------------------------- | ----- |
| Kalâat el-Andalous | Sable, naturel       |                        | 37° 04′ 49″ N, 10° 11′ 35″ E |       |
| Raoued             | Sable, urbain        |                        | 36° 57′ 27″ N, 10° 13′ 47″ E |       |

## Gouvernorat de Tunis
| Nom           | Sol et environnement | Longueur × largeur (m) | Coordonnées                  | Image |
| ------------- | -------------------- | ---------------------- | ---------------------------- | ----- |
| Gammarth      | Sable, urbain        |                        | 36° 55′ 54″ N, 10° 16′ 18″ E |       |
| La Marsa      | Sable, urbain        |                        | 36° 53′ 19″ N, 10° 19′ 42″ E |       |
| Sidi Bou Saïd | Sable, urbain        |                        | 36° 52′ 01″ N, 10° 20′ 58″ E |       |
| Amilcar       | Sable, urbain        |                        | 36° 51′ 45″ N, 10° 20′ 27″ E |       |
| Salammbô      | Sable, urbain        |                        | 36° 50′ 13″ N, 10° 19′ 29″ E |       |
| Le Kram       | Sable, urbain        |                        | 36° 49′ 46″ N, 10° 19′ 04″ E |       |
| La Goulette   | Sable, urbain        |                        | 36° 48′ 52″ N, 10° 18′ 20″ E |       |

## Gouvernorat de Ben Arous
| Nom          | Sol et environnement | Longueur × largeur (m) | Coordonnées                  | Image |
| ------------ | -------------------- | ---------------------- | ---------------------------- | ----- |
| Radès        | Sable, urbain        |                        | 36° 46′ 50″ N, 10° 17′ 14″ E |       |
| Ezzahra      | Sable, urbain        |                        | 36° 44′ 48″ N, 10° 18′ 59″ E |       |
| Hammam Lif   | Sable, urbain        |                        | 36° 44′ 01″ N, 10° 20′ 16″ E |       |
| Hammam Chott | Sable, urbain        |                        | 36° 43′ 17″ N, 10° 22′ 02″ E |       |
| Borj Cédria  | Sable, urbain        |                        | 36° 42′ 55″ N, 10° 24′ 15″ E |       |

## Gouvernorat de Nabeul
| Nom              | Sol et environnement | Longueur × largeur (m) | Coordonnées                  | Image |
| ---------------- | -------------------- | ---------------------- | ---------------------------- | ----- |
| Soliman          | Sable, urbain        |                        | 36° 43′ 33″ N, 10° 27′ 23″ E |       |
| Sidi Raïs        | Sable, naturel       |                        | 36° 46′ 07″ N, 10° 32′ 55″ E |       |
| Korbous          | Rochers, urbain      |                        | 36° 50′ 25″ N, 10° 34′ 19″ E |       |
| Cap Chauve       | Sable, naturel       |                        | 36° 52′ 32″ N, 10° 37′ 27″ E |       |
| Port aux princes | Sable, naturel       |                        | 36° 52′ 43″ N, 10° 40′ 15″ E |       |
| Oued El Abid     | Sable, naturel       |                        | 36° 52′ 52″ N, 10° 42′ 26″ E |       |
| Rtiba            | Sable, naturel       |                        | 36° 54′ 42″ N, 10° 46′ 07″ E |       |
| El Haouaria      | Sable, semi-urbain   |                        | 37° 02′ 08″ N, 11° 03′ 33″ E |       |
| Kerkouane        | Sable, naturel       |                        | 36° 57′ 14″ N, 11° 05′ 53″ E |       |
| Ezzahra          | Sable, naturel       |                        | 36° 54′ 13″ N, 11° 06′ 24″ E |       |
| Hammam Ghezèze   | Sable, naturel       |                        | 36° 53′ 11″ N, 11° 07′ 13″ E |       |
| Sidi Mansour     | Sable, naturel       |                        | 36° 52′ 02″ N, 11° 07′ 59″ E |       |
| Mansoura         | Sable, urbain        |                        | 36° 52′ 43″ N, 10° 40′ 15″ E |       |
| Kélibia          | Sable, urbain        |                        | 36° 50′ 13″ N, 11° 06′ 11″ E |       |
| Menzel Horr      | Sable, naturel       |                        | 36° 43′ 41″ N, 10° 58′ 25″ E |       |
| Lebna            | Sable, naturel       |                        | 36° 42′ 01″ N, 10° 57′ 16″ E |       |
| Chatt Ezzouhour  | Sable, naturel       |                        | 36° 40′ 42″ N, 10° 56′ 12″ E |       |
| Korba            | Sable, urbain        |                        | 36° 34′ 29″ N, 10° 52′ 10″ E |       |
| Tazarka          | Sable, naturel       |                        | 36° 32′ 19″ N, 10° 50′ 56″ E |       |
| El Maâmoura      | Sable, urbain        |                        | 36° 27′ 51″ N, 10° 48′ 47″ E |       |
| Béni Khiar       | Sable, urbain        |                        | 36° 27′ 12″ N, 10° 46′ 59″ E |       |
| Nabeul           | Sable, urbain        |                        | 36° 26′ 07″ N, 10° 42′ 36″ E |       |
| El Mrezga        | Sable, urbain        |                        | 36° 24′ 55″ N, 10° 40′ 00″ E |       |
| Hammamet         | Sable, urbain        |                        | 36° 23′ 48″ N, 10° 36′ 42″ E |       |

## Gouvernorat de Sousse
| Nom           | Sol et environnement | Longueur × largeur (m) | Coordonnées                  | Image |
| ------------- | -------------------- | ---------------------- | ---------------------------- | ----- |
| Salloum       | Sable, naturel       |                        | 36° 16′ 45″ N, 10° 29′ 34″ E |       |
| Enfida        | Sable, naturel       |                        | 36° 07′ 59″ N, 10° 28′ 01″ E |       |
| Medfoun       | Sable, naturel       |                        | 36° 03′ 16″ N, 10° 29′ 00″ E |       |
| Hergla        | Sable, urbain        |                        | 36° 02′ 17″ N, 10° 29′ 42″ E |       |
| Chott Meriem  | Sable, urbain        |                        | 35° 57′ 04″ N, 10° 32′ 54″ E |       |
| El Kantaoui   | Sable, urbain        |                        | 35° 54′ 15″ N, 10° 35′ 21″ E |       |
| Hammam Sousse | Sable, urbain        |                        | 35° 52′ 06″ N, 10° 36′ 36″ E |       |
| Sousse        | Sable, urbain        |                        | 35° 51′ 06″ N, 10° 37′ 19″ E |       |
| Boujaafar     | Sable, urbain        |                        | 35° 50′ 10″ N, 10° 38′ 17″ E |       |

## Gouvernorat de Monastir
| Nom         | Sol et environnement | Longueur × largeur (m) | Coordonnées                  | Image |
| ----------- | -------------------- | ---------------------- | ---------------------------- | ----- |
| Skanès      | Sable, urbain        |                        | 35° 45′ 58″ N, 10° 43′ 49″ E |       |
| Monastir    | Sable, urbain        |                        | 35° 45′ 54″ N, 10° 44′ 11″ E |       |
| La Falaise  | Sable, urbain        |                        | 35° 46′ 51″ N, 10° 49′ 03″ E |       |
| Al Qurayyah | Sable, urbain        |                        | 35° 46′ 24″ N, 10° 50′ 13″ E |       |
| 3-Août      | Rochers, urbain      |                        | 35° 46′ 21″ N, 10° 50′ 22″ E |       |
| Bekalta     | Sable, urbain        |                        | 35° 37′ 03″ N, 11° 02′ 43″ E |       |
| Echraf      | Sable, urbain        |                        | 35° 36′ 20″ N, 11° 02′ 40″ E |       |

## Gouvernorat de Mahdia
| Nom           | Sol et environnement | Longueur × largeur (m) | Coordonnées                  | Image |
| ------------- | -------------------- | ---------------------- | ---------------------------- | ----- |
| Mahdia        | Sable, urbain        |                        | 35° 30′ 40″ N, 11° 03′ 13″ E |       |
| Rejiche       | Sable, urbain        |                        | 35° 27′ 26″ N, 11° 02′ 52″ E |       |
| Hajeb         | Sable, urbain        |                        | 35° 26′ 34″ N, 11° 02′ 34″ E |       |
| Menakaa       | Sable, urbain        |                        | 35° 26′ 15″ N, 11° 02′ 31″ E |       |
| Salakta       | Sable, urbain        |                        | 35° 24′ 20″ N, 11° 02′ 36″ E |       |
| Khemara       | Sable, naturel       |                        | 35° 18′ 38″ N, 11° 03′ 11″ E |       |
| Ghedhabna     | Sable, naturel       |                        | 35° 17′ 55″ N, 11° 03′ 56″ E |       |
| Chaabna       | Sable, naturel       |                        | 35° 16′ 54″ N, 11° 05′ 01″ E |       |
| Sidi Abdallah | Sable, naturel       |                        | 35° 15′ 03″ N, 11° 07′ 29″ E |       |
| Chebba        | Sable, naturel       |                        | 35° 14′ 19″ N, 11° 08′ 42″ E |       |

## Gouvernorat de Sfax
| Nom           | Sol et environnement | Longueur × largeur (m) | Coordonnées                  | Image |  |
| ------------- | -------------------- | ---------------------- | ---------------------------- | ----- |  |
| Taparura      | Sable, urbain        |                        | 34° 45′ 27″ N, 10° 47′ 56″ E |       |  |
| Chaffar       | Sable, urbain        |                        | 34° 31′ 59″ N, 10° 34′ 51″ E |       |  |
| Sidi Hmad     | Sable, urbain        |                        | 34° 28′ 00″ N, 10° 24′ 47″ E |       |  |
| Skhira        | Sable, urbain        |                        | 34° 16′ 54″ N, 10° 05′ 21″ E |       |  |
| Sidi Founkhal | Sable, urbain        |                        | 34° 45′ 37″ N, 11° 10′ 31″ E |       |  |
| Sidi Salem    | Sable, urbain        |                        | 34° 45′ 24″ N, 11° 13′ 42″ E |       |  |
| El Marsa      | Sable, urbain        |                        | 34° 45′ 48″ N, 11° 13′ 54″ E |       |  |
| Kraten        | Sable, urbain        |                        | 34° 49′ 29″ N, 11° 14′ 59″ E |       |  |
| Sidi Fredj    | Sable, urbain        |                        | 34° 41′ 25″ N, 11° 08′ 06″ E |       |  |
| Sidi Youssef  | Sable, urbain        |                        | 34° 39′ 24″ N, 10° 58′ 18″ E |       |  |
| Sidi Mansour  | Sable, urbain        |                        |                              |       |  |

## Gouvernorat de Gabès
| Nom            | Sol et environnement | Longueur × largeur (m) | Coordonnées                  | Image |
| -------------- | -------------------- | ---------------------- | ---------------------------- | ----- |
| Hidous Métouia | Sable, naturel       |                        | 34° 02′ 23″ N, 10° 02′ 08″ E |       |
| Oudhref        | Sable, naturel       |                        | 34° 00′ 12″ N, 10° 02′ 51″ E |       |
| Ghannouch      | Sable, urbain        |                        | 33° 57′ 10″ N, 10° 04′ 20″ E |       |
| Gabès          | Sable, urbain        |                        | 33° 52′ 39″ N, 10° 07′ 35″ E |       |
| Kazma          | Sable, urbain        |                        | 33° 52′ 21″ N, 10° 07′ 52″ E |       |
| Limoua         | Sable, naturel       |                        | 33° 49′ 40″ N, 10° 10′ 40″ E |       |
| Zarat          | Sable, naturel       |                        | 33° 42′ 07″ N, 10° 20′ 41″ E |       |

## Gouvernorat de Médenine
| Nom          | Sol et environnement   | Longueur × largeur (m) | Coordonnées                  | Image |
| ------------ | ---------------------- | ---------------------- | ---------------------------- | ----- |
| Hassi Jerbi  | Sable, semi-urbain     |                        | 33° 36′ 48″ N, 11° 03′ 24″ E |       |
| El Wamrit    | Sable, urbain          |                        | 33° 36′ 04″ N, 11° 04′ 01″ E |       |
| Sangho       | Sable, urbain          |                        | 33° 35′ 29″ N, 11° 04′ 43″ E |       |
| El Ogla      | Sable, urbain          |                        | 33° 34′ 08″ N, 11° 05′ 56″ E |       |
| Souihel      | Sable, urbain          |                        | 33° 32′ 14″ N, 11° 06′ 51″ E |       |
| El Amira     | Sable, urbain          |                        | 33° 31′ 43″ N, 11° 06′ 56″ E |       |
| Zarzis       | Sable, urbain          |                        | 33° 31′ 09″ N, 11° 06′ 58″ E |       |
| Sidi El Kbir | Sable, urbain          |                        | 33° 30′ 54″ N, 11° 07′ 03″ E |       |
| Djerba       | Sable, urbain          |                        | 33° 51′ 18″ N, 10° 59′ 16″ E |       |
| EL Hachen    | Sable, naturel         |                        | 33° 52′ 30″ N, 10° 57′ 22″ E |       |
| Ras R'mal    | Sable, naturel protégé |                        | 33° 54′ 36″ N, 10° 54′ 00″ E |       |